# Daniel Joyce
Daniel Joyce, född den 4 juli 1981 i Plymouth, England, är en professionell stuntman, skejtare, skådespelare och filmare som gjort sig känd genom sin medverkan i Dirty Sanchez.